# Scottie James
David Scott James Jr., detto Scottie (Warsaw, 7 novembre 1996), è un cestista statunitense.